# جزيرة تورتيجا
جزيرة تورتيجا هي جزيرة غير مأهولة تتواجد في أرخبيل غالاباغوس بالإكوادور.